# Tremosine
Tremosine là một đô thị thuộc tỉnh Brescia trong vùng Lombardia ở Ý. Đô thị này có diện tích 72 km², dân số 1922 người.
Đô thị này có các làng sau: Arias, Bazzanega, Cadignano, Campione, Castone, Mezzema, Musio, Pieve, Pregasio, Priezzo, Secastello, Sermerio, Sompriezzo, Ustecchio, Vesio, Villa, Voiandes, Voltino.
Đô thị này giáp với các đô thị sau: Brenzone, Limone sul Garda, Magasa, Malcesine, Molina di Ledro, Tiarno di Sopra, Tignale.